# Finian Lobhar
Finian Lobhar o Finian el leproso son los nombres que recibe un santo irlandés del siglo VI.
La Iglesia católica conmemora su memoria el 16 de marzo.
Natural de Bregia (Leinster). Fundó el monasterio o abadía de la isla de Innisfallen (Killarney) y posteriormente fue abad de la abadía de Swords, cerca de Dublín.
Discípulo de Columba de Iona, fue un abad estricto, cuyos monjes seguían una dieta vegetariana. Por un tiempo permaneció en Clonmore, luego fue abad de Swords Abbey, cerca de Dublin. En sus últimos años puede haber vuelto a Clonmore , donde fue apodado Lobhar, ("el leproso"), por haber contraído la lepra de un joven que curó. Otra fuente afirma que curó al joven, pero no contrajo la enfermedad.